# アルメニア航空
アルメニア航空（アルメニア語：Հայկական ավիաուղիներ、英語：Armenian Airlines LLC）は、2022年12月に設立されたアルメニアの航空会社。同国の首都・エレバン近郊のズヴァルトノッツ国際空港を拠点とする。

## 歴史
アルメニア航空は2022年12月に設立されたが、かつての同国のフラッグキャリアであった同名の国営企業（1991年にアエロフロートから分離して誕生し、2003年に運行停止した）とは無関係である。

## 就航路線
2025年7月現在、全路線を運休中。2025年7月24日からはエレバン-モスクワ/ヴヌーコヴォ線を運航開始予定としている。
 アルメニア
- エレバン - ズヴァルトノッツ国際空港 拠点空港

 ジョージア
- バトゥミ - バトゥミ国際空港 [7]

 インド
- デリー - インディラ・ガンディー国際空港[8]

 ロシア
- カザン - カザン国際空港[9]
- ミネラーリヌィエ・ヴォードィ - ミネラーリヌィエ・ヴォードィ空港[10]
- モスクワ - シェレメーチエヴォ国際空港
- ソチ - ソチ国際空港
- ウファ - ウファ国際空港[11][12]
- ヴォルゴグラード - ヴォルゴグラード国際空港[13]

## 機材

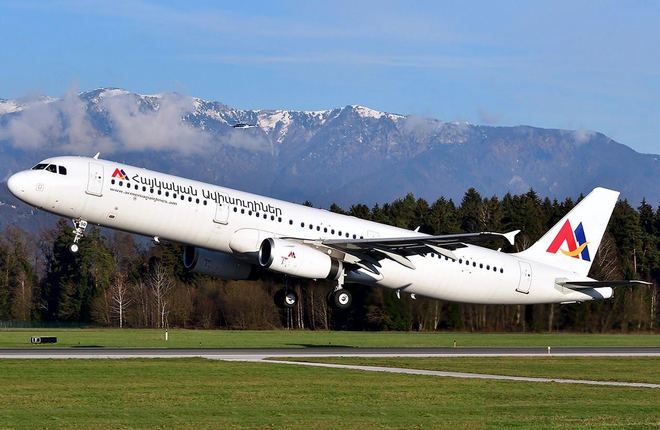
アルメニア航空A321

アルメニア航空は過去に2機のA321を運航していた。。2025年7月現在、2機とも登録抹消され、トルコのサウスウィンド航空で運用されている。
| 機材             | 運航機数 | 発注機数 | 座席数 | 座席数 | 座席数 | 備考 |
| 機材             | 運航機数 | 発注機数 | B      | E      | 合計   | 備考 |
| ---------------- | -------- | -------- | ------ | ------ | ------ | ---- |
| エアバスA321-200 | 2        | 2        | -      | 220    | 220    |      |
| 合計             | 2        | 2        |        |        |        |      |